# Veytaux
Veytaux ist eine politische Gemeinde im Distrikt Riviera-Pays-d’Enhaut des Kantons Waadt in der Schweiz.

## Geographie

Luftbild (1948)

Veytaux liegt auf 438 m ü. M., 8 km südöstlich des Bezirkshauptortes Vevey (Luftlinie). Das Dorf erstreckt sich auf dem Schuttkegel, den der Wildbach Veraye im Lauf der Zeit am Westfuss der Rochers de Naye bei seiner Einmündung in den Genfersee akkumuliert hat, das Ortszentrum ist an aussichtsreicher Lage rund 60 m über dem Seespiegel, an der Waadtländer Riviera.
Die Fläche des 6,7 km² grossen Gemeindegebiets umfasst einen Abschnitt am Ostufer des Genfersees (rund 1700 m Seeuferlinie) und der angrenzenden Waadtländer Voralpen. Der westliche Gemeindeteil wird im Norden durch den Bach Veraye, im Süden durch den schroffen Berggrat Les Dentaux (bis 1714 m ü. M.) begrenzt und umfasst die steile, dicht bewaldete südliche Flanke des Verayetals. Die einzige etwas weniger stark geneigte Fläche bildet der Schuttkegel der Veraye. Nach Osten erstreckt sich der Gemeindeboden auf den Gipfel der Rochers de Naye, auf dem mit 2042 m ü. M. der höchste Punkt von Veytaux erreicht wird. Auch das östlich dieses Gipfels zwischen zwei zum Hongrin-Tal abfallenden Berggraten gelegene, schmale Tal Naye gehört noch zu Veytaux. Über diesem Tal liegt der Alpenpflanzengarten Rambertia. Die Ostgrenze verläuft im Bereich des Hofes Preise au Maidzo entlang des Hongrin, eines Seitenbachs der Saane. Von der Gemeindefläche entfielen 1997 6 % auf Siedlungen, 73 % auf Wald und Gehölze, 14 % auf Landwirtschaft und etwas weniger als 7 % war unproduktives Land.
Zu Veytaux gehören das Schloss Chillon auf einem Kalkfelsen im Genfersee, der Weiler Grandchamp an der Grenze zu Villeneuve, die Bergsiedlung Sonchaux (1258 m ü. M.) am Westhang der Dentaux und einige wenige Einzelhöfe. Nachbargemeinden von Veytaux sind Montreux, Rossinière und Villeneuve im Kanton Waadt sowie Haut-Intyamon im Kanton Freiburg.

## Bevölkerung
Mit 1003 Einwohnern (Stand 31. Dezember 2023) gehört Veytaux zu den kleineren Gemeinden des Kantons Waadt. Von den Bewohnern sind 82,4 % französischsprachig, 7,3 % deutschsprachig und 2,9 % englischsprachig (Stand 2000). Die Bevölkerungszahl von Veytaux belief sich 1860 auf 287 Einwohner, 1900 auf 625 Einwohner. Danach nahm die Bevölkerung bis 1970 weiter zu auf 910 Einwohner. Rezessionsbedingt wurde in den 1970er Jahren eine Abwanderung von mehr als 100 Personen verzeichnet. Seither pendelt die Bevölkerungszahl um 800 Einwohner. Das Siedlungsgebiet von Veytaux ist heute lückenlos mit demjenigen des Stadtteils Territet von Montreux zusammengewachsen.

## Wirtschaft
Veytaux war bis Ende des 19. Jahrhunderts ein vorwiegend durch die Landwirtschaft geprägtes Dorf. Danach geriet es allmählich in den Einflussbereich der touristischen Entwicklung von Montreux. Bis 1920 war bei Grandchamp ein Kalk- und Zementwerk in Betrieb.
Heute hat die Landwirtschaft mit etwas Weinbau entlang des Seeufers sowie die Milchwirtschaft und die Viehzucht auf den Höhen nur noch einen geringen Stellenwert in der Erwerbsstruktur der Bevölkerung. Weitere Arbeitsplätze sind im lokalen Kleingewerbe und vor allem im Dienstleistungssektor (Gastronomiebranche) vorhanden. Bei Grandchamp befindet sich das unterirdische Kraftwerk Veytaux der Forces Motrices Hongrin-Léman. In den letzten Jahrzehnten hat sich das Dorf dank seiner attraktiven Lage zu einer Wohngemeinde entwickelt. Zahlreiche Erwerbstätige sind Wegpendler, die in der Region Vevey-Montreux, teilweise auch in Lausanne arbeiten.

## Verkehr
Veytaux ist verkehrstechnisch sehr gut erschlossen. Es liegt an der Hauptstrasse 9, die von Lausanne entlang dem Seeufer via Montreux ins Wallis führt. Die nächsten Autobahnanschlüsse an die 1970 eröffnete A9 (Lausanne-Sion), welche das Gemeindegebiet durchquert, befinden sich bei Montreux (im Norden) und bei Villeneuve (im Süden), jeweils rund 5 km vom Ortskern entfernt.
Am 2. April 1861 wurde der Abschnitt Lausanne-Villeneuve der Bahnlinie von Lausanne nach Sion eröffnet. Auf dem Gemeindegebiet befindet sich der Bahnhof Veytaux-Chillon. Seit 1892 sind die Rochers de Naye durch die Zahnradbahn von Glion via Caux für den Tourismus erschlossen.
Ab 1888 verkehrte durch Veytaux die Tramway Vevey–Montreux–Chillon, eine elektrische Strassenbahn. Sie war die erste elektrisch betriebene Bahn der Schweiz, wurde 1903 nach Villeneuve verlängert und 1957 durch den Trolleybus Vevey–Villeneuve ersetzt. Dieser wird heute vom Verkehrsunternehmen Transports publics Vevey-Montreux-Chillon-Villeneuve (VMCV) betrieben. Um die Jahrhundertwende war Veytaux ausserdem Ausgangspunkt der ersten Schweizer Trolleybuslinie, diese Versuchsstrecke führte ab 1900 von Chillion zum ehemaligen Hôtel Byron im benachbarten Villeneuve.

## Geschichte

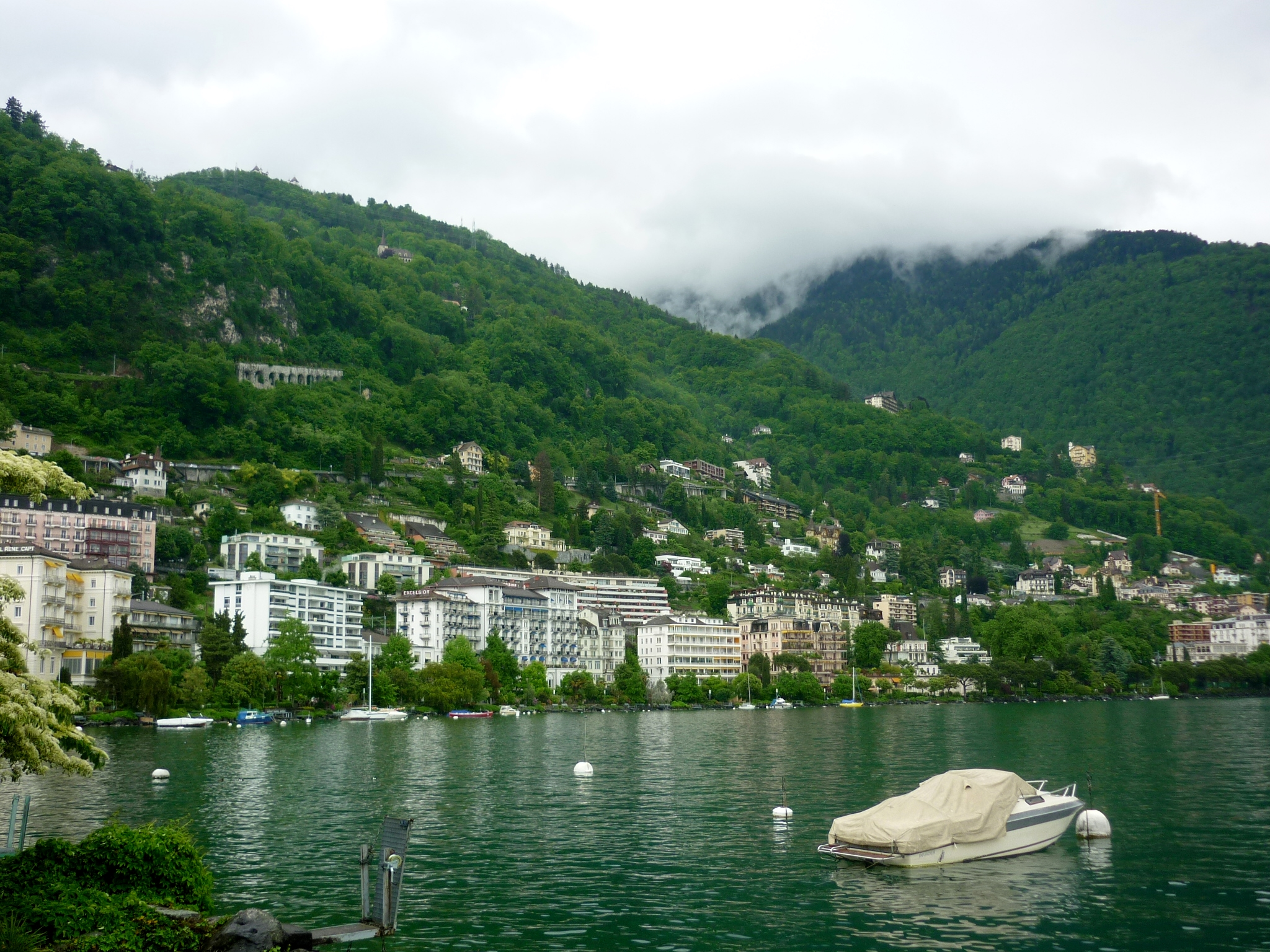
Veytaux liegt am Genfersee

Die erste urkundliche Erwähnung des Ortes erfolgte 1332 unter dem Namen Veytour mit der Bedeutung alter Turm vom altfranzösischen Wort vey (alt). Das Gebiet von Veytaux war im Mittelalter im Besitz des Bischofs von Sion. Während Chillon schon um 1150 an die Grafen von Savoyen überging, verblieb Veytaux zunächst beim Bistum Sitten und gehörte zum Viztum Montreux. 1295 ging das gesamte Viztum durch Kauf an Girard von Oron über. Sein Nachfolger, Girard II. von Oron, musste wegen finanzieller Schwierigkeiten im Jahr 1317 den südlichen Teil dieses Besitzes mit Veytaux an die Savoyer verkaufen. Noch bis zu Beginn des 16. Jahrhunderts bildeten Veytaux und der Burgflecken Chillon zwei voneinander unabhängige Dörfer. Erst nach 1560, nach dem Niedergang des Burgfleckens und der Übersiedlung der Bewohner nach Veytaux, gewann das Dorf an Bedeutung.
Mit der Eroberung der Waadt durch Bern im Jahr 1536 gelangte Veytaux unter die Verwaltung der Vogtei Vevey. Nach dem Zusammenbruch des Ancien Régime gehörte das Dorf von 1798 bis 1803 während der Helvetik zum Kanton Léman, der anschliessend mit der Inkraftsetzung der Mediationsverfassung im Kanton Waadt aufging. 1798 wurde es dem Bezirk Vevey zugeteilt. Weil die Dorfbevölkerung eine Gemeindefusion mit Montreux-Châtelard und Montreux-Planches im Jahr 1961 ablehnte, blieb Veytaux eine politisch selbständige Gemeinde.
Seit 2012 gehören die Höhenlagen der Gemeinde zum Parc naturel régional Gruyère Pays-d’Enhaut.

## Sehenswürdigkeiten
Die reformierte Dorfkirche besitzt von B. Viglino entworfene Glasfenster. Am Hang oberhalb von Veytaux und Chillon ist die Spannbetonkonstruktion der Autobahnbrücke Viaduc de Chillon mit Spannweiten von maximal 104 m weithin sichtbar. In Veytaux befinden sich das bekannte Schloss Chillon und das benachbarte Artilleriewerk Chillon aus dem Zweiten Weltkrieg.